# الانتخابات المحلية الفلسطينية 2017
الانتخابات المحلية الفلسطينية 2017 هي انتخابات الهيئات المحلية من مجالس بلدية أو قروية فلسطينية في محافظات الضفة الغربية كافة دون محافظات قطاع غزة أو القدس، تم إجراءها بتاريخ 13 مايو 2017، حيث شارك في هذه الانتخابات 326 هيئة محلية (145 حدثت فيها عملية الاقتراع) من أصل 391. وتبعها إجراء الدورة التكميلية في 29 يوليو 2017، حيث شاركت فيها 14 هيئة محلية. ولاحقًا في 2018، قرر مجلس الوزراء الفلسطيني إجراء انتخابات الإعادة في 20 هيئة محلية، شاركت فيها 5 هيئات فقط، وجرى الاقتراع يوم 22 سبتمبر 2018. في 6 مايو 2019، قرر مجلس وزراء حكومة محمد اشتية إجراء الانتخابات المحلية الإعادة 2019 في 14 هيئة محلية، على أن يكون يوم الاقتراع 13 يوليو 2019.
وفقًا لبيان صادر عن مجلس الوزراء الفلسطيني، كان السبب وراء إجراء الانتخابات هو «محاولة إنهاء النزاع الوطني وتوحيد الفلسطينيين وفقًا للقانون وتمهيد الطريق نحو إجراء انتخابات رئاسية وتشريعية».

## خلفية
أعلن رامي الحمد الله رئيس حكومة الوفاق الوطني الفلسطيني في 23 يونيو 2016 قرارًا بشأن إجراء الانتخابات المحلية في الأراضي الفلسطينية كافة في 8 أكتوبر 2016. رحبت الفصائل الفلسطينية كافة بما فيها حركة حماس بقرار إجراء الانتخابات وقررت المشاركة ما عدا حركة الجهاد الإسلامي التي أعلنت في 8 أغسطس 2016 مقاطعتها للانتخابات قائلة أنها ليست «وسيلة مناسبة للخروج من المأزق الوطني الفلسطيني». وبدلًا من ذلك دعت حركتي حماس وفتح إلى المصالحة وتحقيق المصالحة الوطنية.

### التأجيل
في 8 سبتمبر 2016، قررت محكمة العدل العليا الفلسطينية في مدينة رام الله تأجيل إجراء الانتخابات نتيجة الخلافات السياسية بين حركتي حماس وفتح وعدم مشاركة القدس حتى 3 أكتوبر 2016. ونتيجة الخلافات، قاطعت حركة حماس الانتخابات، ورفضت إجراءها في قطاع غزة، قائلة إنها لن تشارك إلا بعد «إنهاء الخلافات وتحقيق المصالحة وتوحيد المؤسسات الفلسطينية، بما في ذلك على المستويات السياسية والقضائية والأمنية».
أعلنت السلطة الفلسطينية في 31 يناير 2017 أن الانتخابات ستجرى في 13 مايو 2017 في كل من الضفة الغربية وقطاع غزة. لكن رفض حركة حماس هذا القرار، دفع لجنة الانتخابات المركزية إلى إجراء الانتخابات في الضفة الغربية وحدها، وتأجيل الانتخابات إلى وقت لاحق في قطاع غزة.

## المشاركون
في 16 أغسطس 2016، بدأت لجنة الانتخابات المركزية في تلقي طلبات الترشح، ومع 25 أغسطس 2016، انتهى الموعد النهائي للترشح. قائمة التحالف الديمقراطي (قائمة انتخابية تتألف من الجبهة الشعبية لتحرير فلسطين، والجبهة الديمقراطية لتحرير فلسطين، والاتحاد الديمقراطي الفلسطيني، وحزب الشعب الفلسطيني والمبادرة الوطنية الفلسطينية، ترشحت في 16 أغسطس 2016.
أعلنت فتح أنها ستخوض الانتخابات تحت اسم «كتلة التحرر الوطني والبناء». في بيان بتاريخ 15 أغسطس 2016 أعلن فايز أبو عيطة المتحدث باسم فتح أن اللجان الفرعية في الهيئات المحلية تعمل لوضع اللمسات الأخيرة على قوائم المرشحين قبل الموعد النهائي للجنة الانتخابات المركزية.
أعلنت حماس أنها ستقدم ترشيحات لأشخاص غير حزبيين. احتفظت حماس باسم "التغيير والإصلاح" لكتلتها من الانتخابات السابقة.
أعلنت أربعة فصائل في منظمة التحرير الفلسطينية وهي جبهة التحرير الفلسطينية، وجبهة التحرير العربية، وجبهة النضال الشعبي الفلسطيني، والجبهة العربية الفلسطينية، خوضها الانتخابات معًا باعتبارها «التحالف الوطني الديمقراطي». في 16 أغسطس 2016، عند تقديم طلب التشرح، أكد قادة التحالف الوطني الديمقراطي على أنهم متحالفين مع فتح.
في 22 أغسطس 2016، سُجلت قائمة مستقلة لمجلس غزة البلدي لدى لجنة الانتخابات المركزية.
اعتبارًا من 25 أغسطس 2016، عُرفت أربع قوائم للانتخابات البلدية في نابلس وهي: قائمة التحالف الديمقراطي برئاسة ماجدة المصري، قائمة الشباب المستقل برئاسة محمد جهاد الدويكات، نابلس للجميع برئاسة عدلي يعيش (تحالف بين عدلي يعيش وحركة فتح) وقائمة الشباب المستقلين برئاسة محمد الشنار.
في 30 أغسطس 2016، نشرت لجنة الانتخابات المركزية قوائم المرشحين. من بين 416 هيئة محلية، قدم 196 فقط قوائم متعددة. في 38 هيئة محلية، لم يتم تقديم أي قائمة للمرشحين. في 181 حالة، تم تقديم قائمة واحدة، مما يسمح لها بالفوز بالتزكية بينما تم تقديم قائمة غير كاملة في حالة واحدة. تلقت لجنة الانتخابات المركزية 163 اعتراضًا على العرض الأولي للمرشحين. استبعد سبعة مرشحين بعد أن اتخذت اللجنة إجراءات بشأنها.
في 13 مارس 2017، علقت الجبهة الشعبية لتحرير فلسطين مشاركتها في الانتخابات، قائلة إنها اتخذت القرار احتجاجًا على القمع للاحتجاج السلمي أمام مجمع المحاكم في محافظة رام الله والبيرة في 12 مارس 2017. في 28 مارس 2017، افتتحت لجنة الانتخابات المركزية التسجيل للانتخابات المحلية في الضفة الغربية المقررة في 13 مايو 2017. في 9 أبريل 2017، نشرت لجنة الانتخابات المركزية قوائم المرشحين مرة أخرى، حيث تقدم في 179 هيئة محلية قائمة واحدة مما جعلها تفوز تلقائيًا، ولم تتقدم أي قائمة في 56 هيئة محلية.
في 29 أبريل 2017، نشرت لجنة الانتخابات المركزية السجل النهائي للقوائم الانتخابية والمرشحين. وذكرت أنه سيتم إجراء الانتخابات في 145 هيئة محلية، حيث يتنافس فيها 4,411 مرشحًا على 1,561 مقعدًا، بينما تقدم في 181 هيئة محلية قائمة انتخابية واحدة فقط مُرشحة تحتوي على ما مجموعه 1,683 مرشحًا، مما يسمح بفوزهم بالتزكية في يوم الانتخابات. في 13 مايو 2017، أجريت الانتخابات في 152 هيئة محلية من أصل 391 في الضفة الغربية.

## النتائج
أجريت الانتخابات في 326 هيئة محلية على 3,253 مقعدًا. أدلى 420,682 ناخبًا من أصل 787,386 ناخب مؤهل بأصواتهم في الانتخابات، حيث بلغت نسبة التصويت الناخبين 53.4٪. فازت القوائم الانتخابية في 181 بلدية بالتزكية لعدم تشرح قائمة انتخابية غيرها في الهيئة المحلية. وأجري الاقتراع في 145 هيئة محلية على 1,552 مقعدًا في المجلس. بلغت نسبة الأصوات البيضاء حوالي 1.3% بينما كانت الأصوات الباطلة حوالي 2.75٪.
استنكر أيوب قرا عضو حزب الليكود في الكنيست الإسرائيلي فوز تيسير أبو سنينة مرشح حركة فتح في انتخابات بلدية الخليل، والذي حصل على رئاسة المجلس البلدي. استنكر قائلاً إن الإرهابي «انتخابه رئيسًا لبلدية مدينة الخليل هو رسالة واضحة من الفلسطينيين [لصالح] الهجمات الإرهابية ضد إسرائيل». كما دعا الرئيس الفلسطيني محمود عباس إلى إلغاء الانتخابات.

### صورة شاملة

#### فازت بالانتخابات
| الحزب                            | عدد المقاعد | نسبة المقاعد التي فاز بها |
| -------------------------------- | ----------- | ------------------------- |
| مستقلون                          | 1,009       | 65%                       |
| حركة فتح                         | 429         | 27.6%                     |
| الجبهة الديمقراطية لتحرير فلسطين | 43          | 2.77%                     |
| حكومة ائتلافية                   | 43          | 2.77%                     |
| المبادرة الوطنية الفلسطينية      | 9           | 0.58%                     |
| الاتحاد الديمقراطي الفلسطيني     | 7           | 0.45%                     |
| قائمة التحالف الديمقراطي         | 5           | 0.32%                     |
| جبهة النضال الشعبي الفلسطيني     | 4           | 0.26%                     |
| حزب الشعب الفلسطيني              | 3           | 0.19%                     |

#### فازت بالتزكية
| الحزب                            | عدد المقاعد | نسبة المقاعد التي فاز بها |
| -------------------------------- | ----------- | ------------------------- |
| حركة فتح                         | 1,260       | 74.87%                    |
| حكومة ائتلافية                   | 217         | 12.89%                    |
| مستقلون                          | 195         | 11.59%                    |
| الجبهة الديمقراطية لتحرير فلسطين | 11          | 0.65%                     |

## وصلات خارجية
- موقع لجنة الانتخابات المركزية الفلسطينية الرسمي.